# Papilio horribilis
Papilio horribilis là một loài bướm thuộc Họ Bướm phượng (Papilionidae). Nó được tìm thấy ở phía nam Guinée, Sierra Leone, Liberia, Bờ Biển Ngà và Ghana.
Ấu trùng của chúng chủ yếu ăn Beilschmiedia mannii.

## Phân loại
Papilio horribilis là một thành viên của nhóm loài hesperus. Các thành viên của nhánh là:
- Papilio hesperus Westwood, 1843
- Papilio euphranor Trimen, 1868
- Papilio horribilis Butler, 1874
- Papilio pelodurus Butler, 1896

## Tình trạng
Loài bướm này không phổ biến và không bị đe dọa.